# عرقون أقصى الشمال
عرقون أقصى الشمال (الاسم العلمي:Euphrasia hyperborea) هو نوع من النباتات يتبع جنس العرقون من الفصيلة الهالوكية.